# پابلو پرس (بازیکن فوتبال، زاده ۱۹۹۳)
پابلو پرس (انگلیسی: Pablo Pérez؛ زادهٔ ۲ اوت ۱۹۹۳) بازیکن فوتبال اهل اسپانیا است.
از باشگاه‌هایی که در آن بازی کرده‌است می‌توان به باشگاه فوتبال آلکورکون و باشگاه فوتبال اسپورتینگ خیخون اشاره کرد.